# Reprezentacja Chińskiej Republiki Ludowej na Mistrzostwach Świata w Narciarstwie Klasycznym 2011
Reprezentacja Chińskiej Republiki Ludowej na Mistrzostwach Świata w Narciarstwie Klasycznym 2011 liczyła 4 sportowców.

## Medale

### Złote medale
Brak

### Srebrne medale
Brak

### Brązowe medale
Brak

## Wyniki

### Skoki narciarskie kobiet
Konkurs indywidualny na skoczni normalnej
- Ma Tong - 39. miejsce
- Li Xueyao - 40. miejsce
- Ji Cheng - 42. miejsce
- Cui Linlin - 43. miejsce